# Kumite féminin moins de 61 kg
Le kumite individuel féminin moins de 61 kg est une épreuve sportive individuelle opposant dans un combat des karatékas féminines seniors pesant moins de 61 kg. Cette épreuve proposée en compétition officielle à compter de 2009 est inscrite au programme des championnats du monde de karaté depuis la vingtième édition disputée en 2010 à Belgrade.

## Championnes

### Compétitions mondiales

#### Jeux mondiaux
| Jeux        | Or                        | Argent                  | Bronze         |
| ----------- | ------------------------- | ----------------------- | -------------- |
| 2013 – Cali | Lina Marcela Gómez Alzate | Jacqueline Factos Henao | Olga Malofeeva |

#### Championnats du monde
| Championnats    | Or                   | Argent             | Bronze                        |
| --------------- | -------------------- | ------------------ | ----------------------------- |
| 2010 – Belgrade | Kristina Mah         | Lolita Dona        | Diana Schwab Natalie Williams |
| 2012 – Paris    | Lolita Dona          | Boutheina Hasnaoui | Elena Quirici Yu Miyamoto     |
| 2014 – Brême    | Giana Mohamed Farouk | Syakilla Salni     | Laura Pasqua Mayumi Someya    |

### Compétitions continentales

#### Jeux africains
| Jeux               | Or                   | Argent       | Bronze                                   |
| ------------------ | -------------------- | ------------ | ---------------------------------------- |
| 2011 – Maputo      | Boutheina Hasnaoui   | Tounko Sylla | Mamie Bilembo Randa Fayadh               |
| 2015 – Brazzaville | Giana Mohamed Farouk | Saida Djedra | Rosine Joelle Tchuako Boutheina Hasnaoui |

#### Jeux asiatiques
| Jeux           | Or             | Argent            | Bronze                      |
| -------------- | -------------- | ----------------- | --------------------------- |
| 2010 – Canton  | Yu Miyamoto    | Yamini Gopalasamy | Chan Ka Man Barno Mirzaeva  |
| 2014 – Incheon | Syakilla Salni | Barno Mirzaeva    | Yin Xiaoyan Fatemeh Chalaki |

#### Jeux européens
| Jeux         | Or           | Argent      | Bronze     |
| ------------ | ------------ | ----------- | ---------- |
| 2015 – Bakou | Lucie Ignace | Merve Çoban | Ana Lenard |

#### Jeux panaméricains
| Jeux               | Or               | Argent           | Bronze                           |
| ------------------ | ---------------- | ---------------- | -------------------------------- |
| 2011 – Guadalajara | Bertha Gutiérrez | Alexandra Grande | Daniela Suárez Marisca Verspaget |
| 2015 – Toronto     | Alexandra Grande | Karina Díaz      | Daniela Lepín Merillela Arreola  |

#### Championnats d'Europe
| Championnats       | Or                     | Argent           | Bronze                                 |
| ------------------ | ---------------------- | ---------------- | -------------------------------------- |
| 2009 – Zagreb      | Eva Tulejová-Medveďová | Natalie Williams | Mirsada Suljkanović Lolita Dona        |
| 2010 – Athènes     | Carmen Vicente Cabañas | Laura Pasqua     | Mirsada Suljkanović Lolita Dona        |
| 2011 – Zurich      | Diana Schwab           | Laura Pasqua     | Alisa Buchinger Lolita Dona            |
| 2012 – Adeje       | Lolita Dona            | Anita Serogina   | Ivana Bebek Ece Yaşar                  |
| 2013 – Budapest    | Anita Serogina         | Sanja Cvrkota    | Natalie Williams Bahar Erşeker         |
| 2014 – Tampere     | Ana Lenard             | Sanja Cvrkota    | Anita Serogina Jelena Maksimović       |
| 2015 – Istanbul    | Lucie Ignace           | Ana Lenard       | Ingrida Suchánková Irene Colomar Costa |
| 2016 – Montpellier | Lucie Ignace           | Merve Çoban      | Ana Lenard Jovana Preković             |